# Billet ~Osanaki Natsu no Binsen~
«Billet ~Osanaki Natsu no Binsen~» (Billet ～幼き夏の便箋～?), es un sencillo de la banda japonesa LAREINE, lanzado el 25 de agosto de 1999.
Alcanzó el número # 30 en el ranking del Oricon Style Singles Weekly Chart.

## Lista de canciones
| CD  |                                    |          |  |
| N.º | Título                             | Duración |  |
| 1.  | «Billet ~Osanaki Natsu no Binsen~» | 4:18     |  |
| 2.  | «Emeraude ~Umi ni Miserarete~»     | 4:50     |  |